# Klaus Tschira Stiftung
Die Klaus Tschira Stiftung (KTS) ist eine deutsche gemeinnützige Organisation zur Förderung von MINT-Fächern. Sie wurde 1995 von dem Physiker Klaus Tschira gegründet und bis zu seinem Tod 2015 von diesem geleitet. Die KTS gehörte 2020 mit einem Eigenkapital von etwa 4 Milliarden Euro zu den größten Stiftungen Deutschlands. Zur Stiftung gehören mehrere Tochterorganisationen, die sich im deutschen Forschungs- und Bildungswesen engagieren.

## Tätigkeitsbereiche
Die Organisation fördert in den Bereichen Naturwissenschaften, Mathematik und Informatik – mit den Schwerpunkten auf Forschung, Bildung und Wissenschaftskommunikation (in ausgewählten Fällen auch Architektur für die Wissenschaft) und will Kindergärten, Bildungs- und Forschungseinrichtungen bei der Erarbeitung und verständlichen oder anschaulichen Darstellung von Forschungsergebnissen unterstützen.
Ziele sind, bei Menschen im frühen Lebensalter eine „Faszination“ für Naturwissenschaften zu wecken, Forschung für die Gesellschaft zu betreiben und Wissenschaft für Laien verständlich darzustellen. Die Stiftung ist sowohl operativ als auch fördernd tätig: Sie realisiert eigene Projekte und vergibt Fördermittel nach Antrag und positiver Begutachtung.
Mit dem internationalen Friedenspreis Dresden-Preis honoriert die Organisation besondere Leistungen im Einsatz gegen bewaffnete Konflikte, Gewalt und Eskalationen.

## Organisation
Zur Klaus Tschira Stiftung gehören mehrere Tochterorganisationen, die sich auf verschiedene Weise im deutschen Forschungs- und Bildungswesen engagieren. Zusammen mit den eigenen Projekten bilden sie den Verbund der Klaus Tschira Stiftung.
Der Sitz der Stiftung befindet sich in der Villa Bosch in Heidelberg, in der einst der Nobelpreisträger Carl Bosch wohnte.

## Projekte

### KlarText-Preis für Wissenschaftskommunikation
Ziel des Preises ist es, die Wissenschaftskommunikation in der deutschsprachigen Forschungslandschaft zu fördern. Kürzlich Promovierte können sich mit einem Text bewerben, in dem sie ihre Dissertationsergebnisse beschreiben und allgemeinverständlich erklären. Die besten Beiträge werden mit einem Preisgeld von 7.500 Euro prämiert. Preisträgerinnen und Preisträger werden außerdem Teil des Alumni-Netzwerks der Klaus Tschira Stiftung.

### Explore Science
Seit 2006 veranstaltet die KTS jährlich die naturwissenschaftlichen Erlebnistage „Explore Science“ in Deutschland. Ziel der Veranstaltung ist es, Kinder und Jugendliche für naturwissenschaftliche Themen zu begeistern. Außerdem möchte die KTS mit Explore Science die Vernetzung zwischen Schulen und wissenschaftlichen Einrichtungen fördern. Inzwischen findet die Veranstaltung an vier Standorten statt: Mannheim, Bremen, Friedrichshafen und Magdeburg.

### AlumNode
„AlumNode“ ist ein interdisziplinäres und internationales Alumni-Netzwerk, das von der Klaus Tschira Stiftung in Kooperation mit der Heidelberg Laureate Forum Foundation und der German Scholars Organization betrieben wird. Es richtet sich an Wissenschaftlerinnen und Wissenschaftler sowie Akteure aus der Wissenschaftskommunikation, die von der Stiftung gefördert wurden.

## Tochterorganisationen

### Carl Bosch Museum
Das 1998 von Gerda Tschira gegründete, aufgebaute und lange selbst geleitete Carl Bosch Museum widmet sich dem Leben und Wirken des Nobelpreisträgers Carl Bosch. Im ehemaligen Garagenhaus der Villa Bosch zeigt eine Dauerausstellung Facetten seines Lebens als Chemiker, Vorstandsvorsitzenden, Nobelpreisträger sowie passionierten Naturforscher. Das Carl Bosch Museum bietet museumspädagogische Programme und Führungen für alle Altersstufen an, forscht in Depots und Archiven und unterhält eine Präsenzbibliothek zu Carl Bosch.

### Forscherstation
Das als „Forscherstation“ bezeichnete Klaus-Tschira-Kompetenzzentrum für frühe naturwissenschaftliche Bildung will pädagogische Fach- und Lehrkräfte aus Krippe, Kita und Grundschule für die Naturwissenschaften begeistern. Damit soll bereits früh das Interesse von Kindern an naturwissenschaftlichen Phänomenen gefördert werden.

### Heidelberger Institut für Theoretische Studien
Das Heidelberger Institut für Theoretische Studien (HITS) wurde im Jahr 2010 von Klaus Tschira und der Klaus Tschira Stiftung als private, gemeinnützige Forschungseinrichtung ins Leben gerufen. Das HITS betreibt Grundlagenforschung in den Naturwissenschaften, der Mathematik und der Informatik. Zu den Hauptforschungsrichtungen zählen komplexe Simulationen auf verschiedenen Skalen, Datenwissenschaft und -analyse sowie die Entwicklung rechnergestützter Tools für die Forschung. Im Dezember 2024 arbeiteten etwa 130 Forscherinnen und Forscher aus 40 Ländern am HITS. Gesellschafter sind neben der HITS-Stiftung die Universität Heidelberg und das Karlsruher Institut für Technologie.

### Heidelberg Institute for Geoinformation Technology
Am Heidelberg Institute for Geoinformation Technology sollen Wissen und Technologie aus der Geoinformatik-Grundlagenforschung in die Praxis gelangen. Die Klaus Tschira Stiftung ist Trägerin des 2019 gegründeten Instituts, das an die Universität Heidelberg angegliedert ist. Es erforscht und entwickelt Geoinformationstechnologien mit Schwerpunkten auf humanitäre Hilfe, Mobilität und Klimawandel.

### Heidelberg Laureate Forum Foundation
2013 gründete die Klaus Tschira Stiftung die Heidelberg Laureate Forum Foundation (HLFF). Diese richtet das jährlich stattfindende Heidelberg Laureate Forum aus, ein Netzwerktreffen, das die Träger der renommiertesten Auszeichnungen in Mathematik und Informatik mit herausragenden Nachwuchsforschenden dieser Fachgebiete zusammenbringen soll. Ein weiterer Fokus der HLFF liegt darauf, die öffentliche Aufmerksamkeit auf die Disziplinen Mathematik und Informatik zu lenken. 2017 wurde eine „Mathematik-Informatik-Station“ eröffnet.

### Jugend präsentiert
Mit dem Projekt „Jugend präsentiert“ möchte die KTS Kompetenzen von Schülern bei der Präsentation von Wissen fördern. Dazu werden Trainings angeboten und ein Wettbewerb durchgeführt. Das Projekt stellt außerdem Unterrichtsmaterial zur Verfügung und bildet Lehrkräfte in Seminaren fort. Schüler der 8. bis 10. Jahrgangsstufe können nach der Vorbereitung im Unterricht am jährlich ausgeschriebenen Schülerwettbewerb teilnehmen.
Jugend präsentiert ging aus dem Jugendsoftwarepreis hervor. Dieser zeichnete von 2001 bis 2011 jährlich Schüler aus, die eine hervorragende Lernsoftware oder Präsentation in digitaler Form entwickelt hatten, um naturwissenschaftliche und mathematische Erkenntnisse anschaulich zu präsentieren. Das Projekt wurde mit der zehnten Vergabe im Januar 2011 beendet.

### Nationales Institut für Wissenschaftskommunikation (NaWik)
2012 gründete die Organisation zusammen mit dem Karlsruher Institut für Technologie das Nationale Institut für Wissenschaftskommunikation (NaWik). Die Gründung erfolgte mit der Absicht, Wissenschaftskommunikation in Deutschland zu stärken und Forschenden praxisnahe Weiterbildungsmöglichkeiten anzubieten. Zudem setzt das Institut Evaluationen um und betreibt Forschung zur Qualität und Wirkung von Wissenschaftskommunikation.

### Science Media Center Germany
2015 wurde das Science Media Center Germany (SMC) gegründet. Das SMC soll eine vielseitige, kompetente und auch kritische Berichterstattung über Themen mit Wissenschaftsbezug in den Medien fördern, unabhängig von Partikularinteressen. Die gemeinnützige Einrichtung wird von Wissenschaftsjournalisten betrieben. Das Science Media Center Germany hat seinen Sitz in Köln.

### Wilhelm-Ostwald-Park
Der Wilhelm-Ostwald-Park in Grimma befindet sich seit 2009 in Trägerschaft der Gerda und Klaus Tschira-Stiftung und ist damit Bestandteil des Stiftungsverbundes der Klaus Tschira Stiftung. Die Einrichtung ist Wilhelm Ostwald gewidmet, der als einer der Gründerväter der Physikalischen Chemie und wichtiger Wegbereiter der großtechnischen Anwendung gilt. Die seit 1979 denkmalgeschützte Parkanlage beheimatet ein Museum mit Archiv sowie eine Tagungsstätte, die den wissenschaftlichen und kulturellen Austausch fördern soll.

### Architektur für die Wissenschaft
Die Stiftung unterstützt auch Architektur für die Wissenschaft. Die Organisation förderte den Bau des Advanced Training Centre für das Europäische Laboratorium für Molekularbiologie, das Haus der Astronomie, das Mathematikon und das AudimaX in Heidelberg, das ESO Supernova Planetarium & Besucherzentrum am Hauptsitz der Europäischen Südsternwarte in Garching bei München, den Veranstaltungssaal „Tschira-Forum“ am Stammgelände der Technischen Universität München und das InformatiKOM für das Karlsruher Institut für Technologie.